# Joaquín Almunia Amann
Joaquín Almunia Amann (Bilbao, País Basc, 17 de juny de 1948), és un economista i polític socialista espanyol, anteriorment responsable de la competència de la Comissió Europea.

## Biografia
Va néixer el 17 de juny de 1948 a la ciutat de Bilbao. Va estudiar dret i ciències econòmiques a la Universitat de Deusto, completant els seus estudis a l'Escola Pràctica d'Estudis Superiors de París i a l'Escola Kennedy de la Universitat Harvard. Va ser professor associat de dret laboral i de la Seguretat Social a la Universitat d'Alcalà de Henares. Entre 1972 i 1975 va ser economista en l'Oficina de la Cambra de Comerç Espanyola a la ciutat de Brussel·les.2019
El 1974 ingressà al PSOE i la UGT.

## Activitat política

### Política nacional
Entre octubre de 1975 i el febrer de 1976 va treballar al Grup Socialista del Parlament Europeu a Luxemburg, abandonant aquell càrrec per esdevenir assessor econòmic de la Comissió Executiva Confederal del sindicat UGT, càrrec que va mantenir fins al 1979.
Fou escollit diputat al Congrés per la circumscripció de Madrid en les eleccions generals de 1979, sent novament elegit diputat en totes les següents eleccions consecutives fins a l'any 2004. Durant els governs de Felipe González va ser ministre en dues ocasions: entre 1982 i 1986 fou Ministre de Treball i Seguretat Social i entre 1986 i 1991 Ministre d'Administracions Públiques. Així mateix també fou portaveu del Grup Socialista entre 1994 i 1997.

### Secretari General del PSOE
L'any 1997, després de l'anunci en el transcurs del XXXIVè Congrés del partit per Felipe González de no presentar-se a la reelecció, Almunia fou escollit Secretari General del Partit. No obstant això, en les eleccions primàries celebrades el 24 d'abril de 1998 va ser derrotat amb gran sorpresa per un 55% de vots per part de Josep Borrell i Fontelles. Aquest però va acabar renunciant en favor d'Almunia a causa de la falta de suport de la direcció del partit, i a la seva suposada responsabilitat en un escàndol de frau fiscal per part d'Ernesto Aguiar i José María Huguet, dos antics col·laboradors seus quan era Secretari d'Estat d'Hisenda.
L'any 2000 fou el candidat socialista a la Presidència del Govern en les eleccions generals, obtenint 7.918.752 vots (el 34,1%), amb la qual cosa el seu partit va baixar a 125 diputats, perdent 16 diputats respecte a les eleccions anteriors. Aquesta derrota el feu dimitir del càrrec, deixant el PSOE en mans d'una gestora presidida per Manuel Chaves González, i que fou anomenada Comissió Política, la qual va organitzar el XXXVè Congrés en el qual José Luis Rodríguez Zapatero va ser escollit Secretari General.

### Política Europea
Reescollit diputat en les eleccions generals de 2004 abandonà el seu escó tot just ser escollit per substituir Pedro Solbes Mira, que fou nomenat Ministre d'Economia per part de Rodríguez Zapatero en la formació del seu govern, com a Comissari Europeu d'Assumptes Econòmics i Monetaris en el si de la Comissió Prodi, presidida per Romano Prodi.
Amb l'adveniment el novembre del 2004 de la Comissió Barroso, presidida per José Manuel Durão Barroso, mantingué la mateixa cartera. El febrer del 2010, amb la renovació de la comissió, fou nomenat Comissari de la Competència.